# Mariano Pereira Núñez
Mariano Pereira Núñez, también conocido como Mariano Pereyra Núñez, (Montevideo, Uruguay, 11 de febrero de 1878-ídem, 15 de febrero de 1938) fue un magistrado uruguayo, miembro de la Suprema Corte de Justicia de su país desde 1935 hasta su muerte.

## Origen familiar
Nació en Montevideo el 11 de febrero de 1878, hijo de Mariano Pereira Núñez, abogado y pedagogo, y de Cruz Morell.
Durante la primera etapa de su vida fue habitualmente conocido como Mariano Pereira Núñez (hijo). Asimismo, su apellido a veces aparece como Pereira y otras como Pereyra.

## Carrera judicial
Se graduó como abogado con una tesis sobre "La reincidencia criminal".
Poco después ingresó a la carrera judicial. Fue Juez de Paz de la 2ª sección judicial de Montevideo.
Fue designado Juez Letrado Departamental de Paysandú en 1912, más tarde Juez Letrado Civil, Comercial y Correccional de Paysandú en 1919.
Posteriormente fue Juez Letrado Correccional de 1er Turno en Montevideo, pasando al cargo de Juez Letrado de Comercio en 1925 y más tarde de Juez Letrado Civil de 1er Turno en 1928.
Poco después, en marzo de 1929, fue ascendido a ministro del Tribunal de Apelaciones de Primer Turno, cargo que ocupó durante seis años.

## Suprema Corte de Justicia
El 29 de marzo de 1935 fue electo por la Asamblea General como ministro de la Suprema Corte de Justicia, junto a Blas Vidal, para cubrir las dos vacantes dejadas en 1934 por Pedro Aladio y Abel Pinto. Prestó juramento el mismo día y se incorporó a la Corte al día siguiente.
Hubiera podido permanecer en el máximo tribunal hasta completar diez años en el cargo, pero falleció el 15 de febrero de 1938, pocos días después de cumplir 60 años de edad.
El Parlamento aprobó una ley disponiendo se le rindieran honores fúnebres de ministro de Estado a sus restos.
El cargo que dejó vacante y el generado por la muerte de Blas Vidal -fallecido un mes antes- fueron ocupados por Román Álvarez Cortés y Zoilo Saldías (quienes también fallecerían ambos, años después, aún en ejercicio de sus cargos).